# Bandera de Balenyà
La bandera oficial de Balenyà té la descripció següent:
Bandera apaïsada de proporcions dos d'alt per tres de llarg, groga, amb el cap negre de l'àguila de l'escut, d'altura 2/7 de la del drap, al centre del 1r terç vertical, i amb tres rengles horitzontals, cadascun de sis losanges vermells juxtaposats, que toquen les vores superior, inferior i de vol als altres dos terços del drap.

## Història
Es va aprovar el 2 de setembre del 1999 i fou publicada al DOGC núm. 2981 el 23 de setembre del mateix any. Està basada en l'escut heràldic de la localitat.